# Paracytherois acuminata
Paracytherois acuminata är en kräftdjursart som beskrevs av Mueller 1894. Paracytherois acuminata ingår i släktet Paracytherois och familjen Paradoxostomatidae. Inga underarter finns listade i Catalogue of Life.